# Агирча
Агирча (рум. Agârcia) — село у повіті Нямц в Румунії. Входить до складу комуни Александру-чел-Бун.
Село розташоване на відстані 277 км на північ від Бухареста, 5 км на захід від П'ятра-Нямца, 101 км на захід від Ясс.

## Населення
За даними перепису населення 2002 року у селі проживали 305 осіб, усі — румуни. Усі жителі села рідною мовою назвали румунську.